# Lowepro
Lowepro és una marca de fundes i motxilles pel transport de càmeres, ordinadors portàtils, accessoris audiovisuals i electrònica de consum portàtil amb seu corporativa a Petaluma, Califòrnia. Aquesta forma part de Videndum plc.

## Història
Les fundes de Lowepro van començar com una branca de Lowe Alpine Systems, un fabricant d'equips d'exterior fundat per Mike, Greg i Jeff Lowe als suburbis de Denver (Colorado) el 1967. A la dècada de 1960, els germans Lowe eren coneguts per la seva escalada, esquí i fotografia.
El 1967, Greg Lowe va inventar la primera motxilla d'estructura interna, les quals s'ajusten a l'esquena i minimitzen el canvi de càrrega. Va utilitzar els mateixos principis de disseny per crear la línia Lowepro de motxilles protectores per a càmeres, ja que sovint portava equip fotogràfic en excursions i escalades a l'interior de l'oest dels Estats Units. La primera motxia comercialitzada per a càmeres es va fabricar l'any 1972.
El 1981, Uwe Mummenhoff i DayMen Photo Marketing Inc. van obtenir els drets exclusius per produir productes Lowepro al Canadà. El 1989, Lowepro USA es va convertir en una subsidiària de propietat total de DayMen Photo Marketing i es va establir com a corporació. El 22 de setembre de 2017, la companyia va ser adquirida per The Vitec Group plc per 10,3 milions de dòlars. Vitec Group va canviar el seu nom a Videndum el 2022.
El 1992 es crea la funda "All weather AW Cover" un impermeable per l'equip fotogràfic que el protegeix de la pluja, la pols i la neu. El 1993 creen el sistema "slip-lock", un sistema modular de bosses, estotjos i suports per trípodes dissenyats per ampliar la capacitat de transport i millorar l'accés a l'equip.
El 2005 es presenta una motxilla fotogràfica amb un accés ràpid lateral, amb l'avantatge de poder passar del mode transport al mode preparació en un sol moviment.
El 2014 van treure al mercat unes motxilles amb "ActivLift" i "ActivZone", el primer sistema està construïda per imitar la corba natural en forma de "S" de l'esquena, transferint més pes de la cintura als malucs i incloure canals d'aire per millorar la transpiració. El segon sistema inclou un arnès que ofereix un suport específic als omòplats, lumbars i cintura per a la comoditat en moviment.

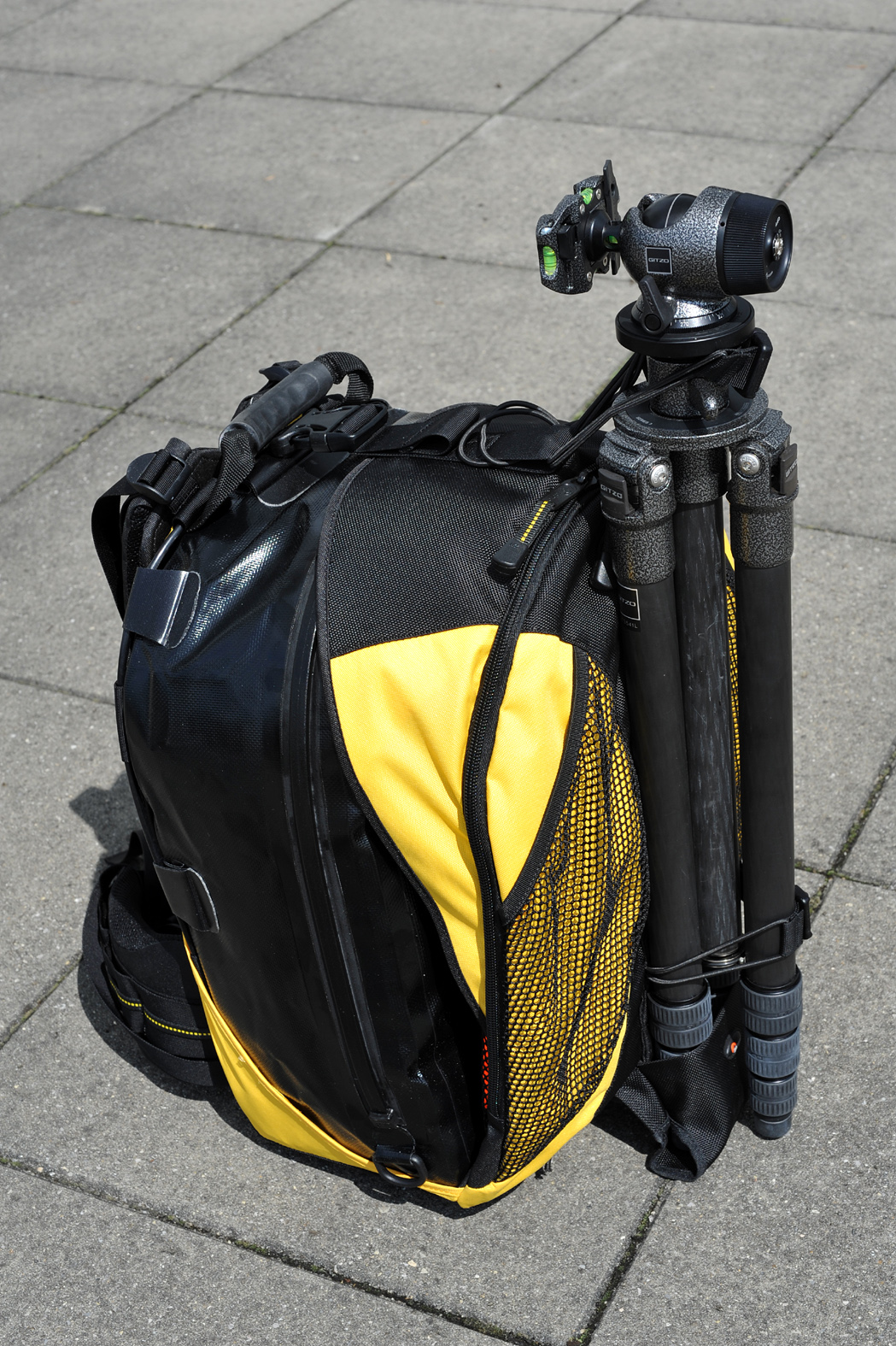
Mochilla Lowepro

El 2015 presenten les primeres motxilles de transport dissenyades específicament per a drons. El 2018 es va presentar el disseny "Quickshelf", el qual és un sistema de divisió interior adaptable, el qual es desplega en una estanteria de tres nivells o es plega per desmuntar-se i deixar l'espai interior obert per un emmagatzematge i una personalització de la motxilla més ràpida i senzilla.
Els productes de la marca són fabricats a la Xina.

## Medi ambient
El 84% del contingut tèxtil usat per la marca en les seves motxilles és d'origen responsable segons l'estàndard GRI 301-2.
El 2020, van introduir etiquetes 100% certificades per FSC amb paper de fonts responsables. Avui dia Lowepro utilitza polièster reciclat, el qual prové d'ampolles de begudes reciclades postc
consum i estan abandonant els recobriments resistents a l'aigua (DWR) de PFC, que s'afegeixen als teixits per fer-los resistents a l'aigua, a una versió sense productes químics perfluorats i polifluorats (sense PFC).